# Simonsberg (Berg)
Der Simonsberg nördlich von Dresden gehört zu den höchsten Erhebungen der Moritzburger Kleinkuppenlandschaft.

## Lage und Umgebung
Der Simonsberg erhebt sich aus einer Hügelkette etwa einen Kilometer südöstlich des Radeburger Ortsteils Bärnsdorf. Der Berg wirkt für den Ortsteil als Schallschutz vor der Autobahn 13. Weitere benachbarte Orte sind der Dresdner Ortsteil Marsdorf einen reichlichen Kilometer nordöstlich sowie Volkersdorf etwa einen Kilometer südwestlich. Westlich des Simonsberges liegt das  Tal der Promnitz.
Der Simonsberg ist bewaldet, sein Gipfel bietet daher keine Aussicht. Im späten 19. Jahrhundert wurden am Berg Weinreben kultiviert, doch nach einer Reblauskatastrophe verwilderte die Anlage. Dadurch konnten sich am Berg wieder spezielle Vogelarten ansiedeln. Aus diesem Grund gibt es am Berghang noch alte Mauerreste des früheren Gewerbes.
Es gibt keinen offiziellen Weg auf den Gipfel.